# Stonewall (Louisiana)
Stonewall is een plaats (town) in de Amerikaanse staat Louisiana, en valt bestuurlijk gezien onder De Soto Parish.

## Demografie
Bij de volkstelling in 2000 werd het aantal inwoners vastgesteld op 1668.
In 2006 is het aantal inwoners door het United States Census Bureau geschat op 1894, een stijging van 226 (13,5%).

## Geografie
Volgens het United States Census Bureau beslaat de plaats een oppervlakte van
19,3 km², geheel bestaande uit land. Stonewall ligt op ongeveer 65 m boven zeeniveau.

## Plaatsen in de nabije omgeving
De onderstaande figuur toont nabijgelegen plaatsen in een straal van 24 km rond Stonewall.